# 江別古墳群
江別古墳群（えべつこふんぐん）は、北海道江別市にある群集墳である。国の史跡に指定されている。日本にあるものの中では最も北に位置する古墳として知られる。

## 概要
古墳時代に古墳が盛んに造られたのは畿内を中心として九州南部から東北南部にかけての一帯であるが、北海道内にもわずかながら古墳は現存している。ただし、それは古墳時代（3世紀-6世紀）のものではなく、蝦夷征討の盛んに行われた飛鳥時代、奈良時代、平安時代前半すなわち律令時代に築造され、当時この地域で栄えていたといわれる擦文文化前半の時期に相当する。北海道の古墳で、現在発見されているのは恵庭市・江別市および札幌市においてであり、なかでも江別古墳群は最北端に位置している。
江別古墳群は、江別市元江別の旧豊平川の段丘上にある。1931年に小学校の教師だった後藤寿一によって発見された。当時の資料によれば円墳20数基が確認され、うち16基について調査が行われた。以降、遺跡は後藤遺跡と呼ばれてきた。1980年に高速道路関連の工事に伴って再調査が実施され21基の古墳が確認されたが、その後北海道道110号江別インター線の工事によって3基が破壊された。
1998年に「江別古墳群」の名称で国の史跡に指定された。
江別古墳群は7世紀から9世紀頃に築かれたと考えられている。個々の古墳は、直径3メートルから10メートル、高さ0.3メートルから1メートルの円形あるいは長円形の墳丘と、環状あるいは馬蹄形の周溝から構成されている。周溝の大きさは、直径8メートルから10メートルの大型のもの、5メートルから7メートルの中型のもの、5メートル以下の小型のものに区分される。元々はもう少し高さがあったようであるが、現在は風雨によって浸食されている。
江別古墳群は東北地方北部に分布する末期古墳と似た構造を持ち、また古墳から出土した遺物には本州からもたらされたと思われる須恵器、鉄鏃、刀子、鋤先などがあった。この墓の被葬者については、東北北部と交流をもった北海道の有力者であるという説と東北地方からの移住者という説の2つがある。いずれにしても、これらは当時の北海道と本州との交流を知る上で貴重な遺物でもある。